# 格洛克36手槍
格洛克36（Glock 36）綽號北極蛇是由奧地利格洛克公司推出的瘦身袖珍型半自動手槍，發射.45 ACP口徑彈藥。

## 設計
格洛克36是格洛克公司第一種的瘦身手槍型號，機匣、套筒及槍管的尺寸與其他型號不同，為了保持握把的闊度而改用了只有6發容量的單排彈匣，彈匣底座加厚以便於握持，因此無法與同口徑型號互換。
格洛克36擁有非常緊湊的外型，是美國國內很流行的小型自衛手槍，亦是便衣探員及私人保安等常用的「後備手槍」。目前美國民間市場售價為$519至$709美元。

## 資料來源
1. ↑  Glock.com-Glock 36 的存檔，存档日期2007-12-08.